# Flugrettung in Österreich

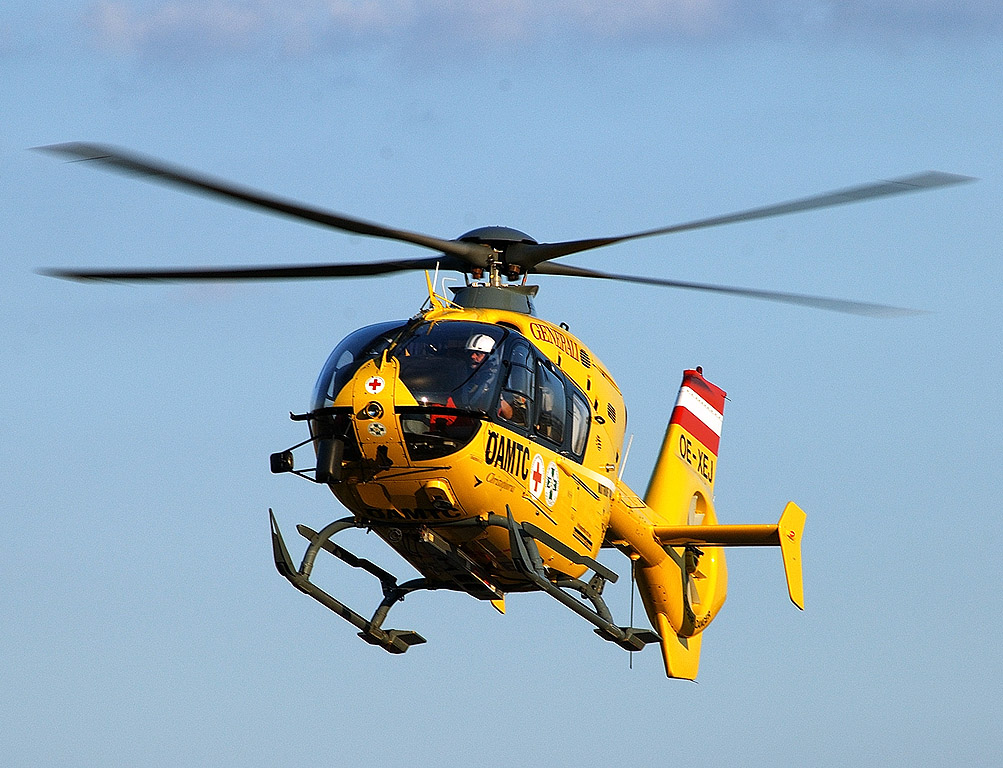
Österreichischer Rettungshubschrauber

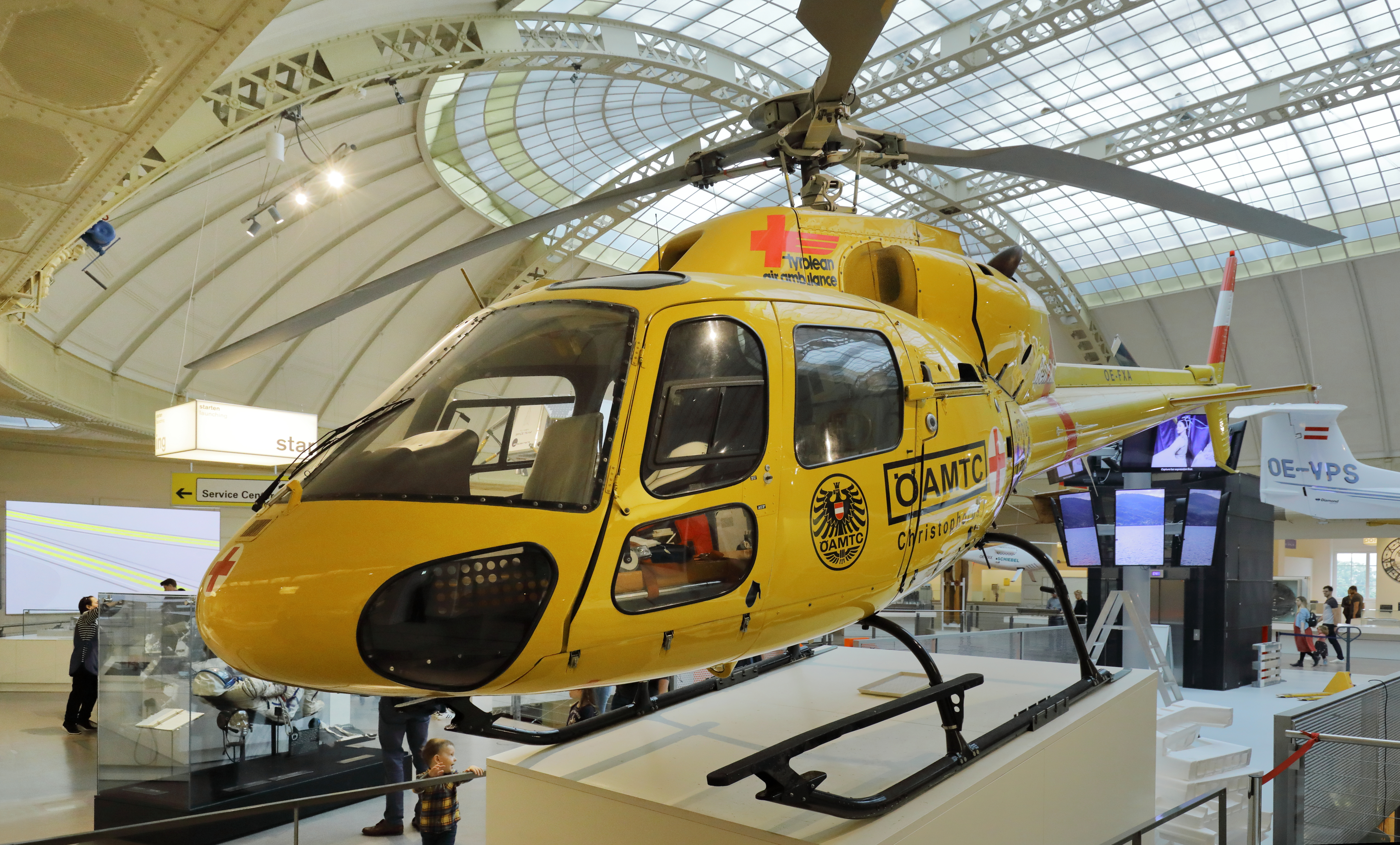
Erster Notarzthubschrauber Österreichs; eine Aerospatiale AS355 Ecureuil 2 und 1983 in Innsbruck in Betrieb genommen

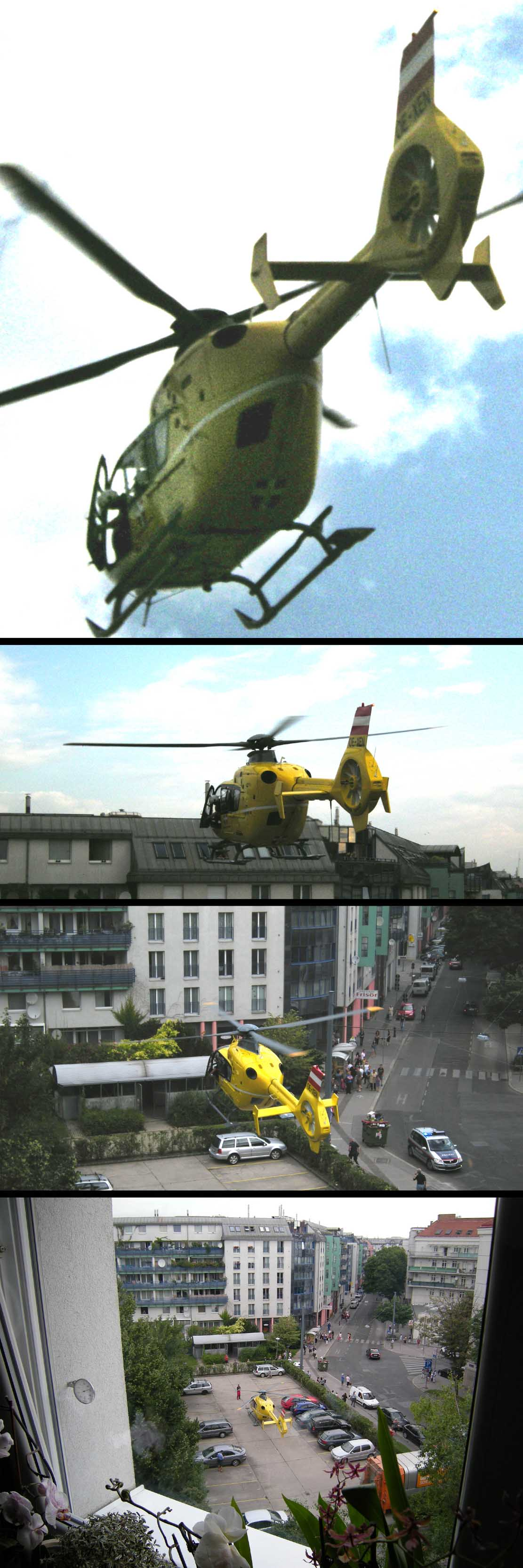
Landung des Christophorus 9 in Wien

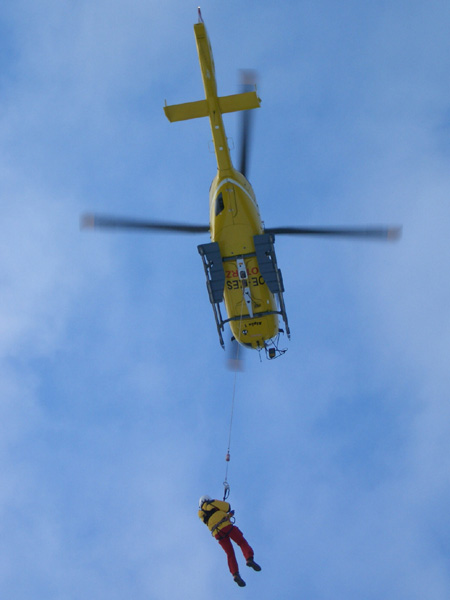
Christophorus bei einer Taubergung

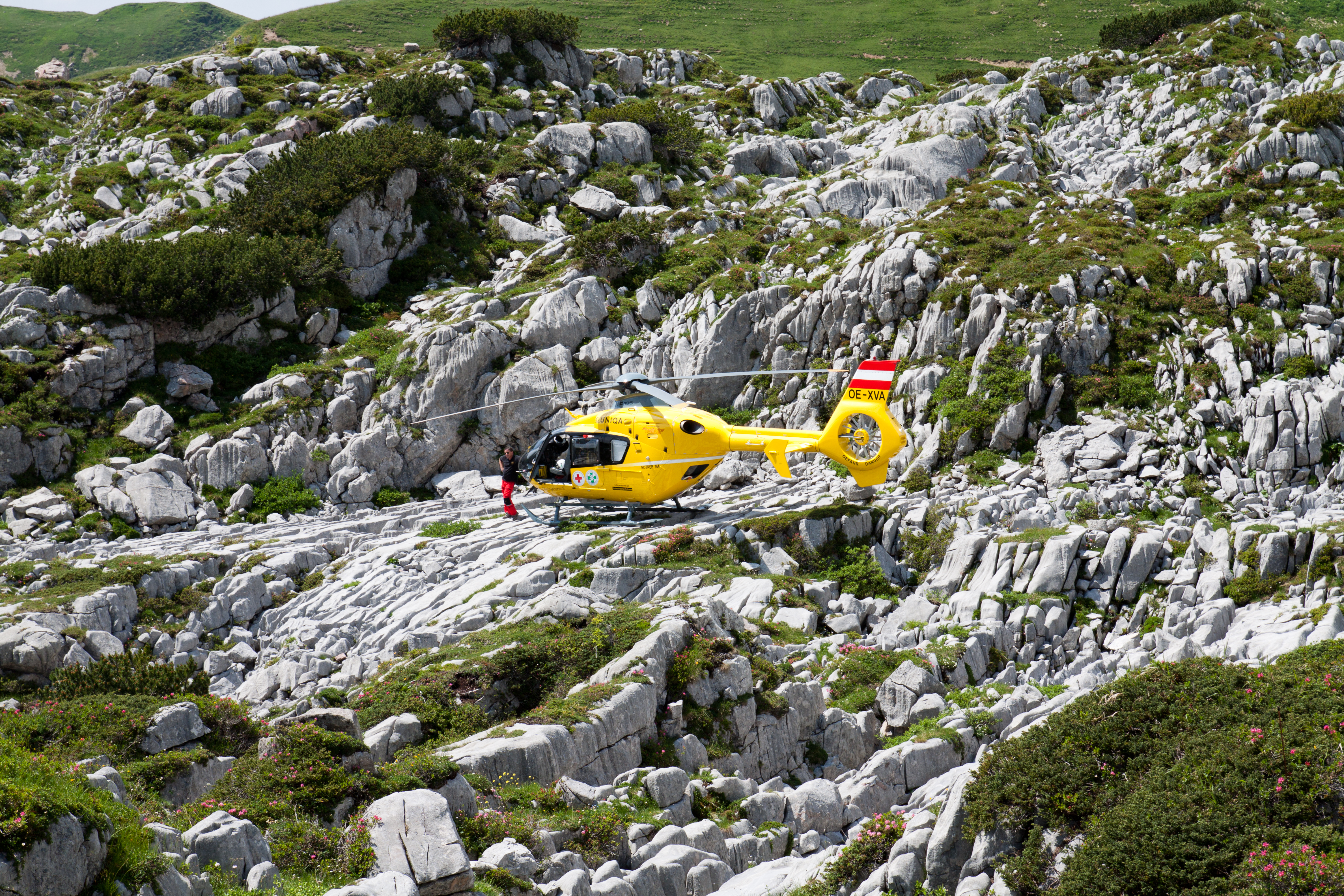
Christophorus 8 im Einsatz

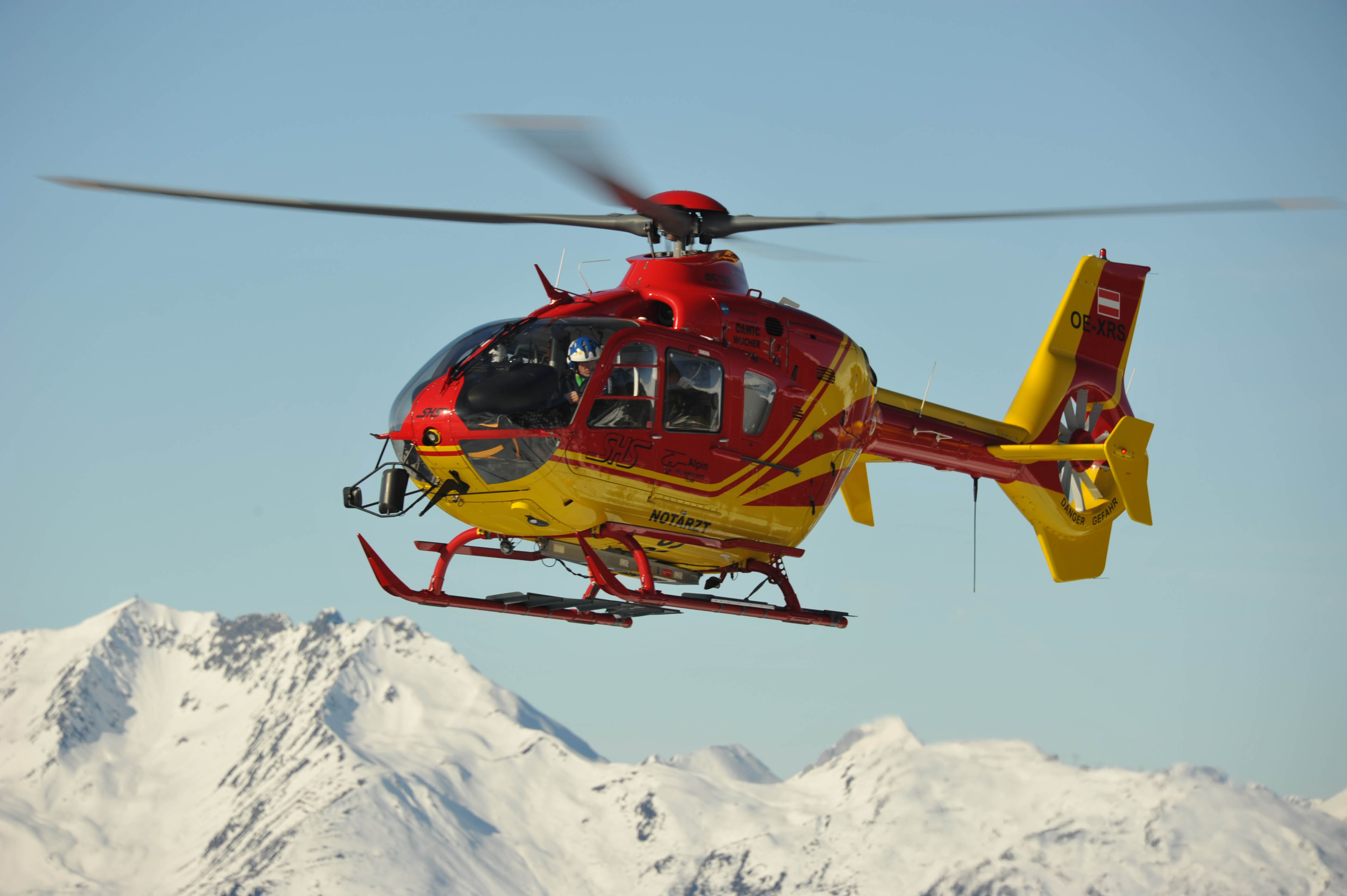
Rettungshubschrauber des Privat-Anbieters SHS

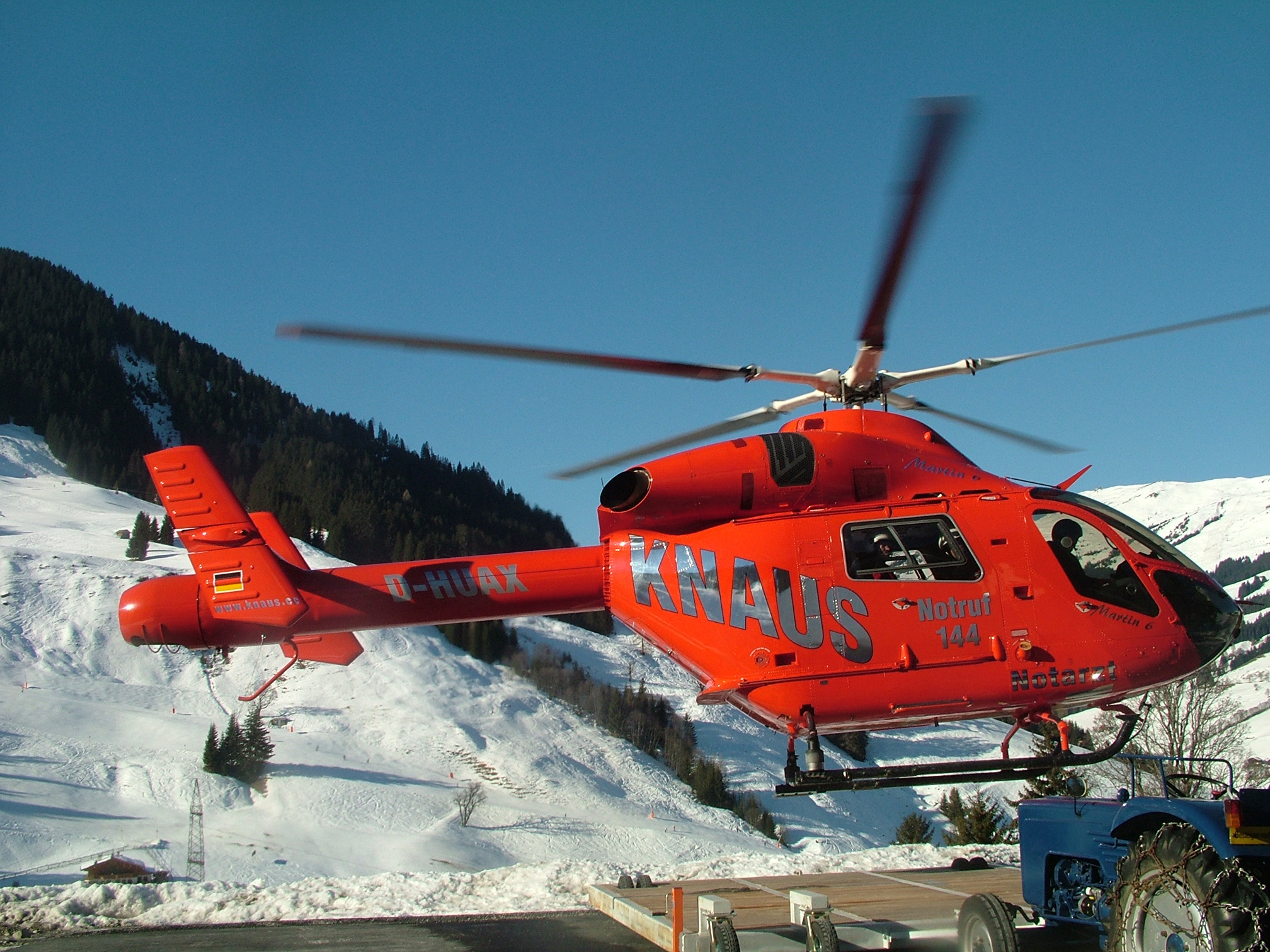
Notarzthubschrauber Martin 6

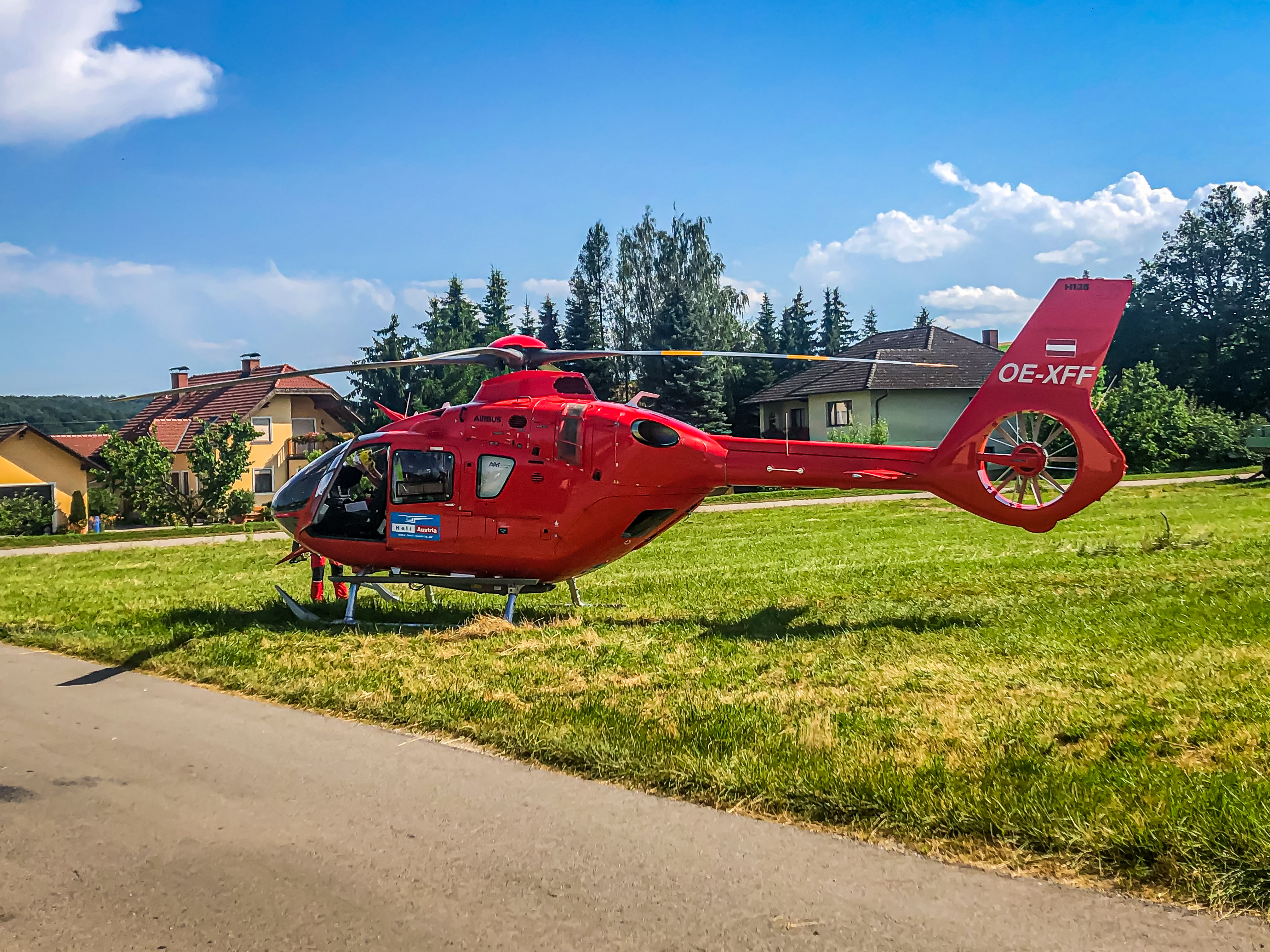
Martin 5 im Einsatz. Martin 5 war ein über die Sommermonate 2020 am Flugplatz Vöslau stationierter Hubschrauber von Heli Austria (Martin Flugrettung), der nach dreijähriger Abstinenz im Jahr 2024 wieder in Betrieb ging

Die Luftrettung oder Flugrettung in Österreich wird größtenteils vom ÖAMTC bzw. dem Christophorus Flugrettungsverein, der Martin Flugrettung und dem Roten Kreuz betrieben. Aber auch andere Organisationen bzw. Unternehmen nehmen an der Flugrettung teil. So ist in Vorarlberg die Vorarlberger Bergrettung für die Organisation und den Betrieb der Flugrettung verantwortlich. Sie werden sowohl bei Verkehrsunfällen als auch bei Akuterkrankungen und bei Alpinunfällen eingesetzt. Alarmiert werden sie jeweils über die jeweiligen Rettungsleitstellen.
Zudem gibt es noch mehrere private Betreibergesellschaften von Rettungshubschraubern. Manche Standorte in Skigebieten sind wegen des hohen Einsatzaufkommens nur im Winter besetzt. Allein in Tirol mit 687.000 Einwohnern waren 13 Rettungshubschrauber im Winter 2005/2006 stationiert und aktuell sind es bereits 16 Hubschrauberstandorte. Der ÖAMTC reagiert darauf, indem er seinerseits in Zusammenarbeit mit privaten Betreibern eine Reihe von Winter-Standorten errichtet hat.

## Geschichte
Die erste Luftrettung auf dem Gebiet des heutigen Österreich wurde bereits während des Zweiten Weltkrieges mit einem Fieseler Storch durchgeführt. Die organisierte Luftrettung begann mit Flächenflugzeugen im Jahr 1954 durch das Innenministerium. Im Jahr 1982 wurde gesetzlich beschlossen, in Österreich ein flächendeckendes Netz einzuführen.
Am 1. Juli 1983 wurde vom ÖAMTC in Zusammenarbeit mit dem Universitätskrankenhaus Innsbruck der erste Rettungshubschrauber Österreichs – Christophorus 1 – in Betrieb genommen. Christophorus 1 brachte am 11. Oktober 1983 den Organspender Albin Castelrotto ins Universitätskrankenhaus Innsbruck, wo sein Herz dem Patienten Josef Wimmer eingesetzt wurde. Es war dies die erste Herztransplantation in Österreich. In der Berichterstattung der österreichischen Massenmedien wurde auch Christopher 1 häufig erwähnt.
Der zweite österreichische Rettungshubschrauber – Martin 1 – wurde von der AUVA (Allgemeine Unfallversicherungsanstalt) gemeinsam mit dem Innenministerium im September 1983 in Dienst gestellt.
Darauf folgten in kurzen Abständen weitere Hubschrauberstandorte, das Bundesheer unterhielt einen Stützpunkt in Aigen im Ennstal.
Im Jahr 2001 zogen sich Innenministerium (BMI) und Bundesheer aus der Flugrettung zurück, die Stützpunkte wurden vom ÖAMTC übernommen. In Vorarlberg wurden vom ÖAMTC lediglich die Aufgaben des BMI (Bereitstellung des Fluggerätes und der Piloten) übernommen.
Seitdem hat der ÖAMTC mit Suben in Oberösterreich, Ybbsitz/Ötscherland in Niederösterreich und Oberwart im Burgenland drei weitere Hubschrauber-Standorte aufgebaut. „Christophorus Europa 3“ ist am Flugplatz Schärding-Suben, unmittelbar an der deutschen Grenze stationiert und deckt eine Versorgungslücke in Niederbayern (Raum Passau) mit ab. Die Station wird im Wechsel für jeweils sechs Monate vom ÖAMTC und der deutschen Partnerorganisation ADAC besetzt. Die Mannschaft der Rettungskräfte besteht zu gleichen Teilen aus Bayern und Österreichern, wobei die Dienstpläne nicht an den saisonalen Wechsel des Fluggeräts angepasst sind.

## Sicherheitsstandards seit 2010
Mit der Luftverkehrsbetreiberzeugnis-Verordnung (AOCV 2008), die am 15. Juli 2008 von der österreichischen Verkehrsministerin Doris Bures erlassen wurde, traten mit 1. Jänner 2010 neue Sicherheitsstandards für Hubschrauber im Ambulanz- und Rettungsflugbetrieb in Kraft.
Die Vereinheitlichung der Sicherheitsstandards aller Rettungshubschrauber-Einsätze soll die größtmögliche Sicherheit für Flugretter und Passagiere besonders unter Berücksichtigung der schwierigen topografischen Verhältnisse in Österreich sicherstellen.
Demnach müssen in Österreich gemäß § 3 Abs. 2 AOCV 2008 Rettungshubschrauber ab dem 1. Jänner 2010 als Kategorie A nach den Bauvorschriften (Certification Specifications) CS-27 (bzw. JAR 27) oder CS-29 (bzw. FAR 29) zertifiziert sein.
Unter anderem sind somit für den Rettungsbetrieb nur noch zweimotorige Maschinen erlaubt, das Cockpit muss mit zwei Personen besetzt werden.
Der Betriebstüchtigkeitshinweis BTH A-001 der Austro Control besagt, dass zurzeit folgende in Österreich eingesetzte Hubschrauberbaumuster die Anforderungen der § 3 Abs. 2 AOCV 2008 erfüllen:
- MD 900 (902 Configuration)
- Eurocopter EC 135 (P1, T1, T2, T2+, T3)
- MBB/Kawasaki BK 117 B-2

Obwohl die Neuerungen bereits seit 2008 bekannt waren, erfüllten die Helikopter des Flugunternehmens Heli Austria (Knaus Helicopter) die neuen gesetzlichen Bestimmungen nur teilweise. Das Unternehmen verlor bei den betroffenen Maschinen somit die Betriebserlaubnis für den Rettungsbetrieb. Ab September 2010 nahm Heli Austria mit den Vorschriften entsprechenden Maschinen den Flugbetrieb wieder auf.
Alle anderen im Rettungsbetrieb aktiven Flugunternehmen erfüllten entweder bereits die gesetzlichen Vorgaben oder rüsteten entsprechend nach.
Sowohl Knaus, der zwar wegen seines Typwechsels bereits wieder fliegen durfte, als auch Schenk-Air führten Beschwerde wegen Gesetzwidrigkeit der Verordnung und erhielten durch den Verfassungsgerichtshof im Oktober 2011 recht, da beim Erlass der Verordnung das europarechtlich vorgeschriebene Notifizierungsverfahren nicht eingehalten wurde. Die Aufhebung des § 3 Abs. 2 S. 2 AOCV 2008 trat am 31. März 2012 in Kraft.
Im Jahr 2012 wurde als erstes Christopher 11 in Klagenfurt zum Instrumentenflug nachgerüstet, sodass dieser auch bei widrigen Sichtverhältnissen nach dem sogenannten Wolkendurchstoß-Verfahren fliegen kann.
Im Jahr 2017 nimmt der Stützpunkt Gneixendorf nach einer Aufrüstung von Christophorus 2 als erster in Österreich den Flugbetrieb auch in der Nacht vor.

## Finanzierung
Als die Flugrettung im Jahr 2001 privatisiert wurde, wurde die Finanzierung durch die Republik, die Bundesländer und die Sozialversicherungen vereinbart. Durch zunehmende Engpässe in der Finanzierung kündigte der ÖAMTC im Jahr 2008 den Vertrag mit der Republik mit Ende 2010, da der ÖAMTC bereits 2008 ein Defizit von 4,5 Millionen Euro verzeichnen musste und sich nicht in der Lage sah, die zukünftig zu übernehmen. Grund dafür waren bis zu einem Drittel nicht bezahlte Flüge. Nur mit den Bundesländern Oberösterreich, Niederösterreich und Burgenland wurden in der Folge weiterführende direkte Verträge abgeschlossen, sodass der Betrieb ohne Unterbrechung weitergeführt werden konnte.
Unabhängig davon hat die Republik im Jahr 2010 die Flugrettung neu ausgeschrieben. Wegen Auslegungsunterschieden der Ausschreibung hat der ÖAMTC im August Einspruch gegen die Ausschreibung eingelegt. Auch Airmed-2 von Flymed stellte in Oberösterreich mit Oktober seinen Betrieb aus finanziellen Gründen ein. Ende Oktober scheiterte eine neue Ausschreibung durch den Bund. Die Finanzierung ging vom Bund an die Länder über, welche auch für den bodengebundenen Rettungsdienst verantwortlich sind. Sozialversicherungen und Gönner bilden das Rückgrat der Finanzierung. Länder und Kommunen decken die Defizite der Betreiber.

## Flugrettungs-Standorte in Österreich
| Standort                            | Bundesland       | Funkrufname                            | Betreiber                                               | ICAO-Code | Lage                  | Bemerkung |
| ----------------------------------- | ---------------- | -------------------------------------- | ------------------------------------------------------- | --------- | --------------------- | --- |
| Fresach                             | Kärnten          | RK-1                                   | ARA (DRF)                                               | LOMR      | 46.741167 13.664694   | ganzjährig |
| Feldkirchen bei Graz                | Steiermark       | Christophorus 12                       | CFR (ÖAMTC-Flugrettung)                                 | LOWG      | 46.991067 15.439628   | seit 1. Juli 2001; zuvor März 1986 – Ende Juni 2001: Martin 4 des BMI                                                                  |
| Hochgurgl (Sölden)                  | Tirol            | Martin 8                               | Heli Tirol (Martin Flugrettung)                         | LOJH      | 46.91119 11.053609    | 5 |
| Innsbruck                           | Tirol            | Christophorus 1                        | CFR (ÖAMTC-Flugrettung)                                 | LOJO      | 47.260219 11.343964   | |
| Ischgl-Idalpe                       | Tirol            | Robin 3                                | Schenk-Air                                              | LOIP      | 46.980457 10.315909   | nur Winter |
| Kaltenbach                          | Tirol            | Heli 4                                 | SHS                                                     | LOJK      | 47.2848 11.879514     | ganzjährig |
| Karres (bei Imst)                   | Tirol            | Martin 2                               | Heli Tirol (Martin Flugrettung)                         | LOJP      | 47.219028 10.769203   | ganzjährig 5 |
| Reith bei Kitzbühel                 | Tirol            | Christophorus 4                        | CFR (ÖAMTC-Flugrettung)                                 | LOJC      | 47.4758 12.344        | früher im saisonalen Wechsel Kitzbühel mit St. Johann                                                                                  |
| Klagenfurt                          | Kärnten          | Christophorus 11                       | CFR (ÖAMTC-Flugrettung)                                 | LOWK      | 46.642514 14.337739   | |
| Gneixendorf (bei Krems)             | Niederösterreich | Christophorus 2                        | CFR (ÖAMTC-Flugrettung)                                 | LOAG      | 48.44666 15.63472     | seit Anfang 2017 erster Notarzthubschrauber (NAH) in Österreich mit Nachtbereitschaft                                                  |
| Langkampfen (bei Kufstein)          | Tirol            | Heli 3                                 | SHS                                                     | LOIK      | 47.565556 12.1275     | ganzjährig |
| Nikolsdorf (bei Lienz)              | Tirol            | Christophorus 7                        | CFR (ÖAMTC-Flugrettung)                                 | LOKL      | 46.783583 12.883389   | |
| Linz-Hörsching                      | Oberösterreich   | Christophorus 10                       | CFR (ÖAMTC-Flugrettung)                                 | LOWL      | 48.233219 14.187511   | |
| Matrei in Osttirol                  | Tirol            | Martin 4                               | Heli Tirol (Martin Flugrettung)                         | LOMM      | 46.991825 12.541708   | Saison 5 |
| Mayrhofen                           | Tirol            | Martin 7                               | Heli Tirol (Martin Flugrettung)                         | LOJM      | 47.177643 11.866868   | 6 |
| Nassfeld                            | Kärnten          | ARA-3                                  | ARA (DRF)                                               | LOMN      | 46.569055 13.274001   | nur Winter |
| Nenzing                             | Vorarlberg       | Christophorus 8                        | Bergrettung Vorarlberg, Partner CFR (ÖAMTC-Flugrettung) | LOJN      | 47.20893 9.659747     | 1 |
| Niederöblarn                        | Steiermark       | Christophorus 14 Christophorus 99      | CFR (ÖAMTC-Flugrettung)                                 | LOGC      | 47.481495 14.011731   | C14 ganzjährig im 24h-Betrieb, C99 in Sommer- und Wintersaison jeweils Freitag – Sonntag tagsüber                                      |
| Oberwart                            | Burgenland       | Christophorus 16                       | CFR (ÖAMTC-Flugrettung)                                 | LOGR      | 47.30293 16.183387    | |
| Patergassen                         | Kärnten          | Alpin 1                                | HAT (ÖAMTC-Flugrettung)                                 | LOMP      | 46.818022 13.858163   | nur Winter 4 |
| St. Johann im Pongau                | Salzburg         | Martin 10                              | Heli Austria (Martin Flugrettung)                       |           | 47.394037 13.221654   | nur Winter, in Kooperation mit RK Salzburg                                                                                             |
| Reutte am Bezirkskrankenhaus Reutte | Tirol            | RK-2                                   | ARA (DRK)                                               | LOIR      | 47.47361 10.71107     | ganzjährig |
| Saalbach                            | Salzburg         | Martin 6                               | Wolf Helikopter / Heli Austria (Martin Flugrettung)     | LOSH      | 47.366415 12.59672    | Saison, in Kooperation mit RK Salzburg                                                                                                 |
| St. Anton am Arlberg                | Tirol            | Gallus 3 (bis Dez. 2016: Alpin 3)      | Wucher Helicopter GmbH                                  | LOIC      | 47.119362 10.240234   | nur Winter |
| St. Johann im Pongau                | Salzburg         | Martin 1                               | Heli Austria (Martin Flugrettung)                       | LOSJ      | 47.394037 13.221654   | ganzjährig 5, in Kooperation mit RK Salzburg                                                                                           |
| Sankt Michael in Obersteiermark     | Steiermark       | Christophorus 17                       | CFR (ÖAMTC-Flugrettung)                                 | LODC      | 47.33627 15.00223     | ganzjährig, 24-Stunden |
| Salzburg                            | Salzburg         | Christophorus 6                        | CFR (ÖAMTC-Flugrettung)                                 | LOWS      | 47.793333 13.004444   | in Kooperation mit RK Salzburg, am Flughafen Salzburg                                                                                  |
| Schruns                             | Vorarlberg       | Robin 1                                | Schenk-Air                                              | LOIY      | 47.073761 9.913194    | nur Winter |
| Sölden                              | Tirol            | Alpin 2                                | HAT (ÖAMTC-Flugrettung)                                 | LOIO      | 46.946562 11.018512   | nur Winter 4 |
| Suben                               | Oberösterreich   | Christophorus Europa 3                 | CFR (ÖAMTC-Flugrettung) / ADAC                          | LOLS      | 48.402369 13.447738   | 3 |
| Tux / Madseit-Au                    | Tirol            | Alpin 5                                | HAT (ÖAMTC-Flugrettung)                                 | LOJT      | 47.13382 11.703737    | nur Winter 4 |
| Waidring                            | Tirol            | Heli 1                                 | SHS                                                     | LOIW      | 47.584954 12.592367   | nur Winter |
| Scharnstein                         | Oberösterreich   | Martin 3                               | Heli Austria (Martin Flugrettung)                       | LOLC      | 47.898611 13.939444   | Ganzjahresbetrieb. Seit 21. Oktober 2017 am Flugplatz Scharnstein stationiert. Davor, ab etwa Juli 2017 flog dieser ab Flugplatz Wels. |
| Wien-Erdberg                        | Wien             | Christophorus 9                        | CFR (ÖAMTC-Flugrettung)                                 | LOAJ      | 48.189439 16.412777   | 2 zuvor 1. April 2001 bis 5. April 2017 (ehem.) Flugfeld Aspern, noch früher Martin 3 (Flugpolizei) Kaserne Wien-Meidling              |
| Wiener Neustadt                     | Niederösterreich | Christophorus 3 Christophorus 33 / ITH | CFR (ÖAMTC-Flugrettung)                                 | LOAN      | 47.843333 16.260139   | |
| Ybbsitz                             | Niederösterreich | Christophorus 15                       | CFR (ÖAMTC-Flugrettung)                                 | LOLY      | 47.969134 14.939454   | |
| Zams (bei Landeck)                  | Tirol            | Christophorus 5                        | CFR (ÖAMTC-Flugrettung)                                 | LOIL      | 47.17654 10.612498    | |
| Zell am See                         | Salzburg         | Alpin-Heli 6                           | HAT (ÖAMTC-Flugrettung) / SHS                           | LOWZ      | 47.292231 12.787692   | ganzjährig: im Winter: HAT: Heli Ambulance Team (ÖAMTC-Flugrettung) 4 im Sommer: SHS: Schider-Helicopter-Service GmbH                  |
| Zürs                                | Vorarlberg       | Gallus 1                               | Bergrettung Vorarlberg / Wucher Helicopter GmbH         | LOJW      | 47.184421 10.157347   | nur Winter sowie Juli bis September |
| Bad Vöslau                          | Niederösterreich | Martin 5                               | Heli Austria (Martin Flugrettung)                       | LOAV      | 47.965029 16.250676   | 7 |
| Frauenkirchen                       | Burgenland       | Christophorus 18                       | CFR (ÖAMTC-Flugrettung)                                 | LOBE      | 47.8572648 16.9371395 | Seit 01.04.2024 im Dienst, seit 01.2025 an diesem Standort                                                                             |

## Krankenhäuser mit Landeplätzen
Zur funktionierenden Flugrettung sind auch vorbereitete Landeplätze bei den entsprechenden Krankenhäusern notwendig. Diese Landeplätze haben einen ICAO-Code, sind aber nicht am AFTN des Aeronautical Telecommunication Network angeschlossen.
| Krankenhaus                                              | Standort                   | Bundesland       | ICAO-Code                   | Lage                                  | Bemerkung                                                                                                 |
| -------------------------------------------------------- | -------------------------- | ---------------- | --------------------------- | ------------------------------------- | --- |
| Krankenhaus Allentsteig                                  | Allentsteig                | Niederösterreich | –                           | 48.701018 15.328358                   | |
| Privatklinik Althofen                                    | Althofen                   | Kärnten          | –                           |                                       | |
| Landesklinikum Mostviertel Amstetten                     | Amstetten                  | Niederösterreich | LOAQ                        | 48.090282 14.802706                   | |
| Landeskrankenhaus Bad Aussee                             | Bad Aussee                 | Steiermark       | –                           |                                       | |
| Krankenhaus Bad Ischl                                    | Bad Ischl                  | Oberösterreich   | –                           |                                       | |
| Landeskrankenhaus Bad Radkersburg                        | Bad Radkersburg            | Steiermark       | LOGA                        | 46.691582 15.992384                   | |
| Rehabilitations- und Kurzentrum Bad Schallerbach         | Bad Schallerbach           | Oberösterreich   | –                           |                                       | |
| Bad Tatzmannsdorf                                        | Bad Tatzmannsdorf          | Burgenland       | –                           |                                       | |
| Rehabilitationszentrum Bad Tatzmannsdorf                 | Bad Tatzmannsdorf          | Burgenland       | –                           |                                       | |
| Landesklinikum Thermenregion Baden                       | Baden                      | Niederösterreich | LOAF                        | 48.00177 16.254856                    | |
| Landeskrankenhaus Bludenz                                | Bludenz                    | Vorarlberg       | –                           |                                       | |
| Landeskrankenhaus St. Josef                              | Braunau                    | Oberösterreich   | –                           |                                       | |
| Landeskrankenhaus Bregenz                                | Bregenz                    | Vorarlberg       | LOIX                        |                                       | |
| Landeskrankenhaus Bruck an der Mur                       | Bruck an der Mur           | Steiermark       | –                           | LOGB im Ort                           | |
| Landeskrankenhaus Deutschlandsberg                       | Deutschlandsberg           | Steiermark       | LODB                        |                                       | |
| Krankenhaus Dornbirn                                     | Dornbirn                   | Vorarlberg       | –                           |                                       | |
| Krankenhaus Eggenburg                                    | Eggenburg                  | Niederösterreich | –                           |                                       | |
| Landeskrankenhaus Eisenerz                               | Eisenerz                   | Steiermark       | –                           |                                       | |
| Krankenhaus Barmherzige Brüder Eisenstadt                | Eisenstadt                 | Burgenland       | LOAE                        | 47.846745 16.513614                   | |
| Allgemeines Krankenhaus Enns                             | Enns                       | Oberösterreich   | –                           |                                       | |
| Krankenhaus Enzenbach                                    | Enzenbach                  | Steiermark       | –                           | 47.153452 15.294715                   | |
| Landeskrankenhaus Feldbach                               | Feldbach                   | Steiermark       | LODF                        | 46.950716 15.882242                   | |
| Landeskrankenhaus Feldkirch                              | Feldkirch                  | Vorarlberg       | LOIF                        |                                       | |
| Krankenhaus Feldkirchen-Waiern                           | Feldkirchen                | Kärnten          | LOKX                        | 46.734098 14.087101                   | |
| Krankenhaus Freistadt                                    | Freistadt                  | Oberösterreich   | –                           |                                       | |
| Deutsch-Ordens-Spital                                    | Friesach                   | Kärnten          | LOKP                        | 46.946856 14.410012                   | |
| Landeskrankenhaus Fürstenfeld                            | Fürstenfeld                | Steiermark       | LOGS                        | LOGF = Flugplatz                      | |
| Krankenhaus Gmünd                                        | Gmünd                      | Niederösterreich | –                           |                                       | |
| Krankenhaus Gmunden                                      | Gmunden                    | Oberösterreich   | –                           |                                       | |
| LKH-Universitätsklinikum Graz                            | Graz                       | Steiermark       | LOGH                        | 47.083895 15.46813                    | |
| Unfallkrankenhaus Graz                                   | Graz                       | Steiermark       | LOGU                        |                                       | |
| Sigmund Freud Klinik (nun Teil der LKH-Uniklinik)        | Graz                       | Steiermark       | LODG                        |                                       | |
| Krankenhaus Grieskirchen                                 | Grieskirchen               | Oberösterreich   | –                           |                                       | |
| Rehabilitationszentrum Groß Gerungs                      | Groß Gerungs               | Niederösterreich | –                           |                                       | |
| Krankenhaus Güssing                                      | Güssing                    | Burgenland       | –                           |                                       | |
| Krankenhaus Hainburg                                     | Hainburg                   | Niederösterreich | –                           |                                       | |
| Landeskrankenhaus Hall                                   | Hall in Tirol              | Tirol            | LOII                        | 47.282828 11.515676                   | |
| Landesklinik Hallein                                     | Hallein                    | Salzburg         | –                           | 47.685067 13.111781                   | |
| Landeskrankenhaus Hartberg                               | Hartberg                   | Steiermark       | LODH                        |                                       | |
| Landeskrankenhaus Hermagor                               | Hermagor-Pressegger See    | Kärnten          | LOKE                        |                                       | |
| Pflegezentrum am Hirschenstein                           | Rechnitz                   | Burgenland       | –                           |                                       | |
| Landesklinikum Hollabrunn                                | Hollabrunn                 | Niederösterreich | –                           |                                       | |
| Landeskrankenhaus Hörgas-Enzenbach                       | Hörgas                     | Steiermark       | –                           | 47.137286 15.310716                   | |
| Krankenhaus Horn                                         | Horn                       | Niederösterreich | LOAH                        |                                       | |
| medalp Imst                                              | Imst                       | Tirol            | LOJI                        |                                       | |
| Landeskrankenhaus Innsbruck                              | Innsbruck                  | Tirol            | LOIU                        | 47.260935 11.384799                   | |
| Landeskrankenhaus Judenburg                              | Judenburg                  | Steiermark       | LOGJ                        |                                       | |
| Unfallkrankenhaus Kalwang                                | Kalwang                    | Steiermark       | –                           |                                       | |
| Krankenhaus Kirchdorf                                    | Kirchdorf an der Krems     | Oberösterreich   | –                           |                                       | |
| Landeskrankenhaus Kittsee                                | Kittsee                    | Burgenland       | LOAC                        |                                       | |
| Krankenhaus Kitzbühel                                    | Kitzbühel                  | Tirol            | LOIA                        |                                       | |
| Klinikum Klagenfurt                                      | Klagenfurt                 | Kärnten          | LOKA                        | 2+3 weitere im Ort                    | |
| Unfallkrankenhaus Klagenfurt                             | Klagenfurt                 | Kärnten          | LOKU                        | 46.617934 14.295493                   | |
| Krankenhaus Klosterneuburg                               | Klosterneuburg             | Niederösterreich | –                           |                                       | |
| Rehabilitationszentrum Weisser Hof                       | Klosterneuburg             | Niederösterreich | –                           |                                       | |
| Landeskrankenhaus Knittelfeld                            | Knittelfeld                | Steiermark       | –                           | LODN im Ort                           | |
| Krankenhaus Korneurg                                     | Korneuburg                 | Niederösterreich | –                           |                                       | |
| Universitätsklinikum Krems                               | Krems                      | Niederösterreich | LOAK                        | 48.412297 15.615014                   | |
| Krankenhaus Kufstein                                     | Kufstein                   | Tirol            | LOID                        |                                       | |
| Landeskrankenhaus Laas                                   | Kötschach-Mauthen          | Kärnten          | –                           |                                       | |
| Krankenhaus Leoben                                       | Leoben                     | Steiermark       | –                           | LODA im Ort                           | |
| Krankenhaus Lienz                                        | Lienz                      | Tirol            | LOKJ                        |                                       | |
| Landesklinikum Lilienfeld                                | Lilienfeld                 | Niederösterreich | –                           |                                       | |
| Allgemeines Krankenhaus der Stadt Linz                   | Linz                       | Oberösterreich   | LOLA (not published in AIP) |                                       | |
| Elisabethinen-Krankenhaus                                | Linz                       | Oberösterreich   | –                           |                                       | |
| Krankenhaus Barmherzige Brüder Linz                      | Linz                       | Oberösterreich   | -                           |                                       | |
| Krankenhaus Barmherzige Schwestern Linz                  | Linz                       | Oberösterreich   | –                           |                                       | |
| Kinder- und Frauenlandesklinik                           | Linz                       | Oberösterreich   | LOLA (not published in AIP) |                                       | |
| Wagner-Jauregg-Krankenhaus                               | Linz                       | Oberösterreich   | LOLJ (not published in AIP) |                                       | |
| Unfallkrankenhaus Linz                                   | Linz                       | Oberösterreich   | LOLB (not published in AIP) |                                       | |
| Krankenhaus Mariazell                                    | Mariazell                  | Steiermark       | LOGM                        |                                       | |
| Landeskrankenhaus Melk                                   | Melk                       | Niederösterreich |                             |                                       | |
| Landeskrankenhaus Mistelbach                             | Mistelbach                 | Niederösterreich | LOBM                        |                                       | |
| Landesklinikum Mödling                                   | Mödling                    | Niederösterreich | LOBI                        | 48.08947 16.29825                     | |
| Landeskrankenhaus Mürzzuschlag                           | Mürzzuschlag               | Steiermark       | –                           |                                       | |
| Landesklinikum Neunkirchen                               | Neunkirchen                | Niederösterreich | -                           |                                       | |
| A.ö. Krankenhaus Oberndorf                               | Oberndorf                  | Salzburg         | –                           |                                       | |
| Landeskrankenhaus Oberpullendorf                         | Oberpullendorf             | Burgenland       | LOAO                        |                                       | |
| Krankenhaus Oberwart                                     | Oberwart                   | Burgenland       | LOGR                        | LODO liegt etwas NW                   | |
| Landeskrankenhaus Rankweil                               | Rankweil                   | Vorarlberg       | –                           |                                       | |
| Krankenhaus der Barmherzigen Schwestern Ried             | Ried im Innkreis           | Oberösterreich   | –                           |                                       | |
| Krankenhaus Reutte                                       | Reutte                     | Tirol            | LOIE                        |                                       | |
| Landeskrankenhaus Rohrbach                               | Rohrbach in Oberösterreich | Oberösterreich   | –                           |                                       | |
| Landeskrankenhaus Rottenmann                             | Rottenmann                 | Steiermark       | –                           |                                       | |
| Universitätskliniken Salzburg                            | Salzburg                   | Salzburg         | LOSL                        | 47.805856 13.027621                   | |
| Unfallkrankenhaus Salzburg                               | Salzburg                   | Salzburg         | –                           | 47.799612 13.056484                   | |
| Christian-Doppler-Klinik                                 | Salzburg                   | Salzburg         | –                           | 47.814274 13.014563                   | |
| Landeskrankenhaus Schärding                              | Schärding                  | Oberösterreich   | –                           |                                       | |
| Landesklinikum Scheibbs                                  | Scheibbs                   | Niederösterreich | –                           |                                       | |
| Diakonissen-Krankenhaus Schladming                       | Schladming                 | Steiermark       |                             |                                       | |
| Sanatorium Dr. Schenk                                    | Schruns                    | Vorarlberg       | LOIY                        |                                       | |
| Kardinal Schwarzenberg Klinikum                          | Schwarzach im Pongau       | Salzburg         | LOSS                        | 47.32182 13.15425                     | |
| Krankenhaus Schwaz                                       | Schwaz                     | Tirol            | LOIZ                        |                                       | |
| Landeskrankenhaus Spittal an der Drau                    | Spittal an der Drau        | Kärnten          | –                           |                                       | |
| Krankenhaus der Barmherzigen Brüder St. Veit an der Glan | Sankt Veit an der Glan     | Kärnten          | –                           | LOKR im Ort                           | |
| Pyhrn-Eisenwurzen Klinikum Steyr                         | Steyr                      | Oberösterreich   | –                           |                                       | |
| Landesklinikum Stockerau                                 | Stockerau                  | Niederösterreich | –                           |                                       | |
| Landeskrankenhaus Stolzalpe                              | Stolzalpe                  | Steiermark       | –                           | LODS in Murau                         | |
| Universitätsklinikum St. Pölten                          | St. Johann in Tirol        | Tirol            | LOIT                        |                                       | |
| Krankenhaus St. Pölten                                   | St. Pölten                 | Niederösterreich | LOAX                        | 48.213398 15.627716                   | |
| Privatklinik St. Radegund                                | St. Radegund               | Steiermark       | –                           |                                       | |
| Krankenhaus Tamsweg                                      | Tamsweg                    | Salzburg         | –                           | 47.12926 13.80916                     | |
| Rehabilitationsklinik Tobelbad                           | Tobelbad                   | Steiermark       | –                           |                                       | |
| Krankenhaus Tulln                                        | Tulln                      | Niederösterreich | –                           |                                       | |
| Landeskrankenhaus Villach                                | Villach                    | Kärnten          | LOKT                        | 46.615633 13.857054                   | |
| Landeskrankenhaus Voitsberg                              | Voitsberg                  | Steiermark       | –                           |                                       | |
| Marienkrankenhaus Vorau                                  | Vorau                      | Steiermark       | –                           | LOGV im Ort                           | |
| Landeskrankenhaus Wagna                                  | Wagna                      | Steiermark       | –                           |                                       | |
| Landeskrankenhaus Weiz                                   | Weiz                       | Steiermark       | –                           | LOGE im Ort                           | |
| Krankenhaus Waidhofen an der Thaya                       | Waidhofen an der Thaya     | Niederösterreich | –                           |                                       | |
| Landeskrankenhaus Vöcklabruck                            | Vöcklabruck                | Oberösterreich   | –                           |                                       | |
| Krankenhaus Waidhofen an der Ybbs                        | Waidhofen an der Ybbs      | Niederösterreich | LOAP                        |                                       | |
| AKH Wels                                                 | Wels                       | Oberösterreich   | –                           |                                       | |
| AKH Wien                                                 | Wien                       | Wien             | LOBA                        | 48.22133 16.346264                    | Auf der Plattform können auch die wesentlich schwereren Sikorsky S-70 Black Hawk des Bundesheeres landen. |
| Hanusch-Krankenhaus                                      | Wien                       | Wien             | LOWH                        |                                       | |
| Klinik Hietzing                                          | Wien                       | Wien             | –                           | 1                                     | |
| Orthopädisches Spital Speising                           | Wien                       | Wien             | –                           | 2                                     | |
| Klinik Penzing                                           | Wien                       | Wien             | –                           | 3                                     | |
| Klinik Landstraße                                        | Wien                       | Wien             | –                           |                                       | |
| Klinik Donaustadt                                        | Wien                       | Wien             | LOBD                        | 48.21898276334307, 16.463617624959078 | |
| Klinik Favoriten                                         | Wien                       | Wien             | –                           | 4                                     | |
| Unfallkrankenhaus Meidling                               | Wien                       | Wien             | LOAM                        | 48.172222 16.342865                   | |
| Unfallkrankenhaus Wien Lorenz Böhler                     | Wien                       | Wien             | –                           |                                       | |
| Klinik Ottakring                                         | Wien                       | Wien             | –                           | 48.21207 16.29994                     | |
| Klinik Floridsdorf                                       | Wien                       | Wien             | LOBB                        |                                       | |
| Landesklinikum Wiener Neustadt                           | Wiener Neustadt            | Niederösterreich | LOAI                        |                                       | |
| Landeskrankenhaus Wolfsberg                              | Wolfsberg                  | Kärnten          | LOMW                        |                                       | |
| Krankenhaus St. Vinzenz Zams                             | Zams                       | Tirol            | LOIV                        | 47.160574 10.594011                   | |
| Krankenhaus Zell am See                                  | Zell am See                | Salzburg         | –                           | 47.33897 12.81391                     | |
| Krankenhaus Zwettl                                       | Zwettl                     | Niederösterreich | LOAZ                        |                                       | |

Quelle: Helipad.org

## Diskussion um NAH-Standorte
Die auffallend hohe Zahl von Notarzthubschraubern (NAH), vor allem in den Bundesländern Salzburg und Tirol, wird zunehmend kritisiert, gelegentlich wird Geschäftemacherei vorgeworfen. In Gegenden mit hoher Hubschrauber-Dichte kommen NAH mittlerweile auch bei Bagatell-Verletzungen auf der Skipiste zum Einsatz. Laut Österreichischem Alpenverein werden dem Patienten für eine Hubschrauber-Rettung im Schnitt 3.000 Euro in Rechnung gestellt (deutsche Krankenversicherungen übernehmen die Kosten für Bergungs-Einsätze nicht oder nur zum Teil, Patienten müssen die Kosten mitunter aus eigener Tasche zahlen). Auch der österreichische Rechnungshof hat schon die extrem hohe Zahl an Hubschrauberstandorten in Tirol und Salzburg kritisiert. Grundlegende Änderungen sind aber nicht in Sicht.

## Unfälle
Neben den im Artikel Christophorus Flugrettungsverein gelisteten passierte folgender Unfall:
- Am 14. Oktober 2002 kam es im Zuge einer alpinen Einsatzübung in Ischgl, Tirol zu einem Problem mit dem Antrieb an einem Helikopter der Schenk Air. Die Leistung der computergesteuerten Antriebsturbine ließ sich nicht mehr drosseln. Um dem am Tau hängenden Flugretter eine Überlebenschance zu geben, flog der Pilot an den Bodensee und klinkte bei voller Fahrt von etwa 150 km/h das Tau mit dem Retter in voller Alpinausrüstung in geringer Höhe und nahe dem Ufer über dem Wasser aus. Trotz rascher Nachsuche war der Retter versunken und wurde erst 10 Tage danach mit gebrochenem Genick tot gefunden. Anschließend gelang die Notlandung des defekten Helikopters am Flugplatz Hohenems.[36]